# Порозовица
Порозовица — река в Вологодской области России.
Протекает по территории Кирилловского и Вологодского районов. Вытекает из озера Благовещенского у села Волокославинского, впадает в Кубенское озеро севернее деревни Пески. Длина реки составляет 27 км, площадь водосборного бассейна — 721 км². Вдоль течения реки расположены населённые пункты Николоторжского сельского поселения.
У деревни Нефедьево на реке Иткла (Порозовица), у Волока Словенского раскопаны древнерусское поселение и могильник XI века.

## Данные водного реестра
По данным государственного водного реестра России, относится к Двинско-Печорскому бассейновому округу. Речной бассейн — Северная Двина, речной подбассейн — Сухона, водохозяйственный участок — озеро Кубенское и река Сухона от истока до Кубенского гидроузла.

## Притоки
(расстояние от устья)
- 7 км: река Сусла (лв)
- 13 км: река Шолекша (лв)